# ジッダ・スーパードーム
ジッダ・スーパードーム（Jeddah Superdome）は、サウジアラビア王国ジッダにある多目的ドームである。世界最大のドームであり、2021年6月に落成。以来様々なイベント会場として利用されている。